# بيرسي إيجرتون هربرت
بيرسي إيجرتون هربرت (بالإنجليزية: Percy Egerton Herbert) هو سياسي بريطاني (وحمل سابقاً جنسية المملكة المتحدة لبريطانيا العظمى وأيرلندا)، ولد في 15 أبريل 1822 في المملكة المتحدة، وتوفي في 7 أكتوبر 1876. حزبياً، نشط في حزب المحافظين.

## مناصب
- في الانتخابات الفرعية في مجلس العموم البريطاني [الإنجليزية]‏، انتخب عضو برلمان المملكة المتحدة الـ18 عن دائرة South Shropshire ‏ (12 أبريل 1865 – 6 يوليو 1865).
- في الانتخابات الفرعية في مجلس العموم البريطاني [الإنجليزية]‏، انتخب عضو برلمان المملكة المتحدة الـ16 عن دائرة Ludlow ‏ (7 فبراير 1854 – 21 مارس 1857).
- في الانتخابات العامة في المملكة المتحدة 1857 [الإنجليزية]‏، انتخب عضو برلمان المملكة المتحدة الـ17 عن دائرة Ludlow ‏ (27 مارس 1857 – 23 أبريل 1859).
- في الانتخابات العامة في المملكة المتحدة 1859 [الإنجليزية]‏، انتخب عضو برلمان المملكة المتحدة الـ18 عن دائرة Ludlow ‏ (28 أبريل 1859 – 3 سبتمبر 1860).
- في الانتخابات العامة في المملكة المتحدة 1865 [الإنجليزية]‏، انتخب عضو برلمان المملكة المتحدة الـ19 عن دائرة South Shropshire ‏ (11 يوليو 1865 – 11 نوفمبر 1868).
- في الانتخابات العامة في المملكة المتحدة 1868 [الإنجليزية]‏، انتخب عضو برلمان المملكة المتحدة الـ20 عن دائرة South Shropshire ‏ (17 نوفمبر 1868 – 26 يناير 1874).
- في الانتخابات العمومية البريطانية 1874 [الإنجليزية]‏، انتخب عضو برلمان المملكة المتحدة الـ21 عن دائرة South Shropshire ‏ (31 يناير 1874 – 7 أكتوبر 1876).